# 乙野四方字
乙野 四方字（おとの よもじ、1981年 - ）は、日本の小説家。ライトノベル作家。

## 経歴・人物
大分県豊後大野市緒方町出身。2011年、切小野よも治名義で投稿した「ミニッツ 〜一分間で世界を滅ぼす方法について〜」が第18回電撃小説大賞《選考委員奨励賞》を受賞、2012年、同作を改題・改稿した『ミニッツ 〜一分間の絶対時間〜』で作家デビューした。

## 作品リスト

### 単行本
電撃文庫
- 『ミニッツ 〜一分間の絶対時間〜』 （2012年4月）
- 『ミニッツ 2 〜神の幸運、天使の不運〜』 （2012年7月）
- 『ミニッツ 3 〜神殺しのトリック〜』 （2012年10月）
- 『ミニッツ 4 〜スマイルリンクの歌姫〜』 （2013年2月）
- 『革命機ヴァルヴレイヴ』 （2013年8月）
- 『革命機ヴァルヴレイヴ 2』 （2013年11月）
- 『革命機ヴァルヴレイヴ 3』 （2014年3月）
- 『ラテラル 〜水平思考推理の天使〜』 （2015年2月）
- 『ミニッツ 5 〜鬼火の消えるとき〜』 （2015年10月）
- 『神獄塔 メアリスケルター 光の在処』 （2016年10月）

ハヤカワ文庫JA
- 『僕が愛したすべての君へ』 （2016年6月）
- 『君を愛したひとりの僕へ』 （2016年6月）
- 『正解するマド』 （原作：野﨑まど/脚本『正解するカド』、2017年7月）
- 『僕が君の名前を呼ぶから』（2022年8月）

講談社タイガ
- 『ミウ -skeleton in the closet-』 （2018年9月）
- 『アイの歌声を聴かせて』 （原作：吉浦康裕、2021年10月）

### 雑誌掲載作品
小説
- 「ラテラル」 - 『電撃文庫MAGAZINE』2015年11月号 (VOL.46) - 2016年3月号 (VOL.48) 連載
- 「神獄塔 メアリスケルター 〜獄中童話前日譚〜」 - 『電撃PlayStation』2016年4/28号 (VOL.612) - 2016年10/13号 (VOL.623) 連載
- 「神獄塔 メアリスケルター2 〜獄中童話幻日譚〜」 - 『電撃PlayStation』2018年4/12号 (VOL.659) - 2018年6/28号 (VOL.664) 連載

エッセイなど
- 「a day in my life」case.166 - 『小説すばる』2016年12月号 掲載
- 「ある変態の正体」 - 『別冊文藝春秋』329号（2017年5月号）掲載

### ゲーム原案
- 『神獄塔 メアリスケルター』（2016年10月13日）
- 『神獄塔 メアリスケルター2』（2018年7月12日）
- 『神獄塔 メアリスケルターFinale』（2020年11月5日）

### 出演
- ラジオ番組「電撃大賞」（2012年2月25日放送）ゲスト出演
- ウェブラジオ 「うぇぶらじ@電撃文庫」（2012年3月10日配信）ゲスト出演
- ラジオ番組「情熱ライブ!Voice」（2022年9月8日放送）ゲスト出演
- ラジオ番組「鷲崎健のヒマからぼたもち」（2022年10月2日放送）ゲスト出演